# Mycotaxon
Mycotaxon est une revue scientifique à comité de lecture. Ce trimestriel publie des articles de recherches originales concernant tous les champs de recherche autour de la taxinomie et de la nomenclature des champignons.
D'après le Journal Citation Reports, le facteur d'impact de ce journal était de 0,821 en 2012. Actuellement, la direction de publication est assurée par Seppo Huhtinen, Henning Knudsen, Scott Redhead, Wen-ying Zhuang, Sabine Huhndorf et Peter Buchanan .